# John Perry Barlow
John Perry Barlow (3. října 1947, Sublette County, Wyoming, USA – 7. února 2018) byl americký básník, esejista, textař a aktivista. Vyrůstal v mormonském prostředí. Již ve svých patnácti letech poprvé potkal pozdějšího hudebníka Boba Weira. Počátkem sedmdesátých let napsal několik písňových textů pro jeho album Ace. Později napsal několik textů také pro jeho domovskou skupinu Grateful Dead. Je autorem Deklarace nezávislosti kyberprostoru. Spoluzakladatel Electronic Frontier Foundation.